# Bezmiechowa Dolna
Bezmiechowa Dolna dawniej też Bezmichowa Dolna – wieś w Polsce położona w województwie podkarpackim, w powiecie leskim, w gminie Lesko.
W połowie XIX wieku właścicielem posiadłości tabularnej w Bezmiechowej Dolnej był Edmund Krasicki.
W II Rzeczypospolitej wieś w powiecie leskim województwa lwowskiego. W latach 1944–1945 nacjonaliści ukraińscy z OUN-UPA zamordowali tutaj i we wsi Bezmiechowa Górna łącznie 9 Polaków.
W latach 1975–1998 miejscowość administracyjnie należała do województwa krośnieńskiego.